# 海蘭村 (加利福尼亞州)
海蘭村（英語：Highland Village）是位於美國加利福尼亞州埃爾多拉多縣的一個非建制地區。該地的面積和人口皆未知。

## 地理
海蘭村的座標為38°42′24″N 121°04′19″W / 38.70667°N 121.07194°W，而該地的平均海拔高度為228米（748英尺）。